# Naumburg, Hessen
Naumburg, Hessen är en stad i Landkreis Kassel i Regierungsbezirk Kassel i förbundslandet Hessen i Tyskland.